# Jirō Horikoshi
Dr. Jirō Horikoshi (japanska: 堀越 二郎?, Horikoshi Jirō), 1903–1982, var en japansk flygplanskonstruktör. Han var under 1930- och 1940-talen huvudsaklig formgivare av flera japanska stridsflygplan, inklusive Mitsubishi A6M Zero. Efter andra världskriget arbetade han bland annat med formgivningen av passagerarflygplanet NAMC YS-11. Senare verkade han som universitetsprofessor och instruktör.
2013 figurerade Horikoshi som huvudperson i den delvis fiktionaliserade biografiska långfilmen Det blåser upp en vind, regisserad av Hayao Miyazaki. Den animerade filmen beskriver delar av Horikoshis liv under 1920- och 1930-talen, där hans verkliga liv satts samman med teman från boken Kaze tachinu av Tatsuo Hori.

## Biografi

### Tidiga år
Jirō Horikoshi föddes 26 juni 1903, i närheten av staden Fujioka i Gunma prefektur i Japan. 1927 utexaminerades han från det nystartade "Flyglaboratoriet" (Kōkū kankyūjo) inom ingenjörsfakulteten vid Tokyouniversitetet. Han påbörjade därefter sin karriär vid Mitsubishis bolag för interna förbränningsmotorer (senare Mitsubishi Heavy Industries – Mitsubishi jūkōgyō, baserat i Nagoya.

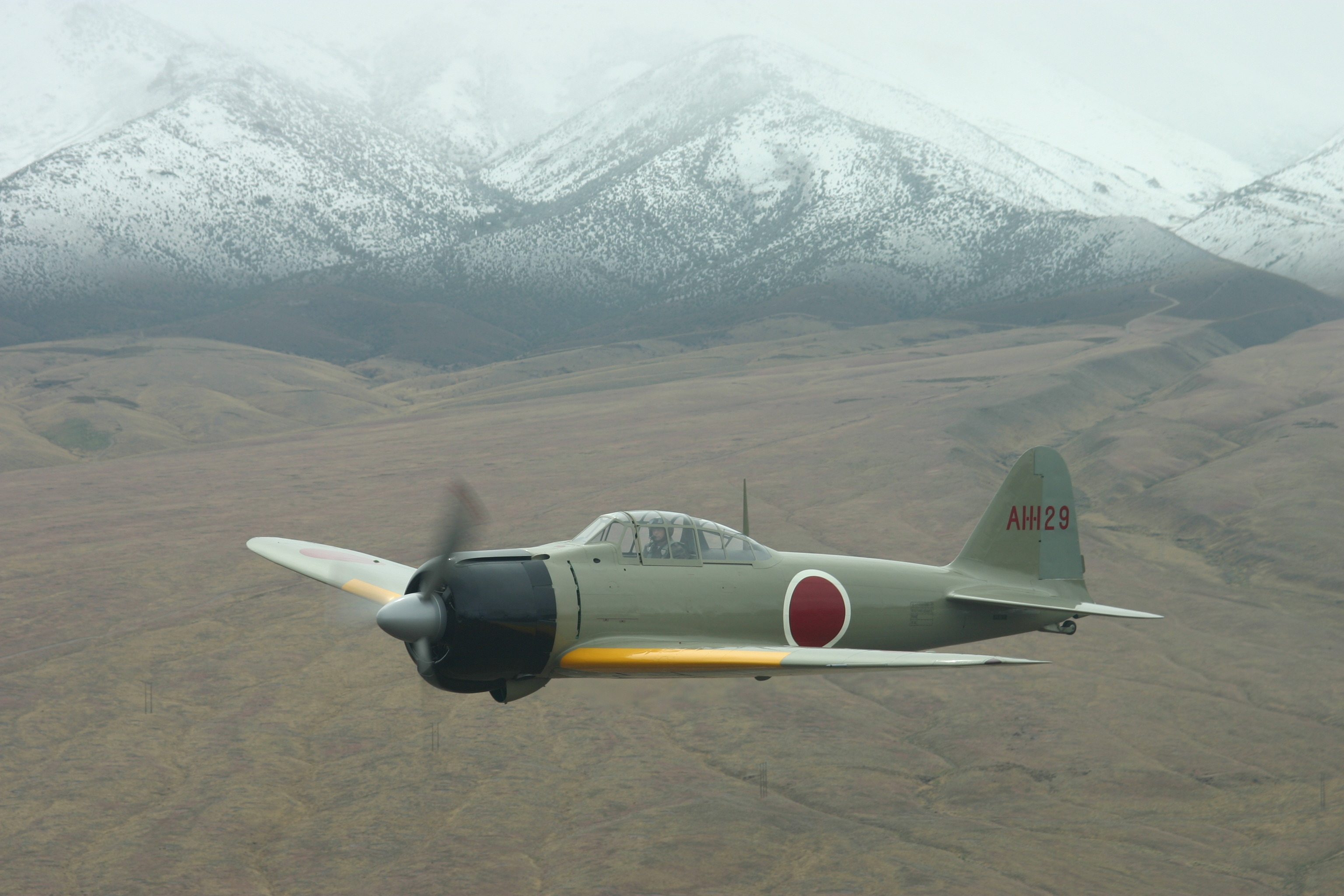
Horikoshi var chefsdesigner för Mitsubishi A6M "Zero".

### Flygplanskonstruktör
Horikoshi konstruerade först den framgångsrika Mitsubishi A5M (hos De allierade benämnd "Claude"), innan han och hans team hos Mitsubishi 1937 ombads ta hand om formgivningen av "Prototyp 12" (motsvarande år 12 i Showa, enligt japansk tideräkning). "Prototyp 12" färdigställdes juli 1940 och togs i bruk hos den kejserliga japanska flottan. Eftersom 1940 var år 2600 enligt den japanska kalendern, fick det nya jaktplanet sin slutgiltiga beteckning som "Modell 00" eller "Zero", alternativt A6M Zero. I Japan var planet även känt som "Rei-sen" (bokstavlingen "Noll-strid"), förkortning för "Modell Noll stridsflygplan".
Efter detta kom Horikoshi att bli inblandad i ett antal andra stridsflygplan som utvecklades hos Mitsubishi, inklusive Mitsubishi J2M "Raiden" (Blixt) och Mitsubishi A7M "Reppu" (Halv storm).

### Andra världskriget
Trots att Mitsubishi var del av det japanska militärindustriella komplexet och trots att han själv med sitt arbete bidrog i den japanska kapprustningen i slutet av 1930-talet, var Horikoshi själv emot till vad han såg som en meningslöst krig. Delar av hans personliga dagbok från det sista krigsåret gavs ut i tryck 1956, och där klargjorde han sin åsikt:
| ” | När vi vaknade på morgonen den 8 december 1941, fann vi oss – utan föregående varning – mitt i ett krig… Sedan dess har de flesta av oss som verkligen insett Förenta staternas oerhörda industriella kapacitet förstått att Japan inte skulle kunna vinna det här kriget. Vi var övertygade om att vår regering hade några diplomatiska schackdrag att ta till, innan situationen för Japan hade blivit rent katastrofal. Men nu, när vi saknar en regering som är stark och modig nog att söka en diplomatisk lösning, är vi förlorade. Japan går mot sin undergång. Det är militäretablissemanget och de blinda politikerna i ledningen som styr Japan rätt ner i denna helveteskittel. | „ |

7 december 1944 drabbade delar av Nagoya-regionen av en kraftig jordbävning. Den tvang Mitsubishi att avbryta sin flygplanstillverkning vid sin fabrik i Ohimachi nära Nagoya. En vecka senare orsakade en flygbombning (gjord från B-29-plan) omfattande skador på Mitsubishis motorfabrik i näraliggande Daiko-cho. Horikoshi befann sig då i Tokyo på ett möte med beslutsfattare från flottan angående det nya "Reppu"-planet (Mitsubishi A7M). Han återvände 17 december till Nagoya, bara för att dagen därpå få bevittna ytterligare en bombräd. 

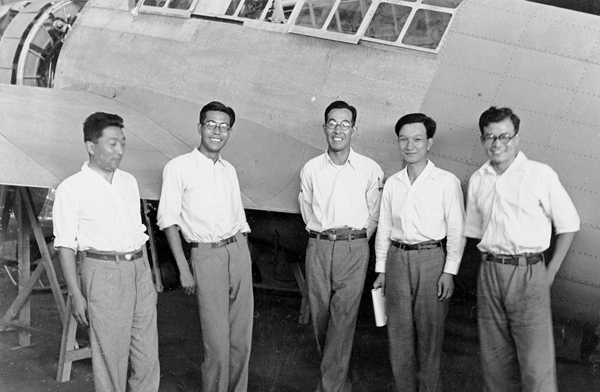
Horikoshi (i mitten), tillsammans med andra medlemmar av designteamet för Mitsubishi A6M Zero (juli 1937).

Som en följd av bombningen flyttade bolaget både utrustning och manskap till förorterna i östra delen av staden. Horikoshi och resten av ingenjörskontoret fick flytta in i en skolbyggnad som tagits över för ändamålet.

### 1945
Horikoshi var dock både utmattad och överarbetad och insjuknade i lungsäcksinflammation den 25 december. Han förblev sängliggande fram till början av april och förde under sin sjukperiod noggranna anteckningar om de allt tätare bombräderna över Tokyo och Nagoya och deras fasansfulla konsekvenser. Där beskrevs bland annat brandbombningen av Tokyo 9–10 mars 1945. En massiv bombräd mot Nagoya natten därpå, där B-29:or släppte "tiotusentals brandbomber", ödelade det mesta av staden, som till största delen bestod av trähus.
12 mars skickade Horikoshi större delen av sin familj – inklusive sin åldriga mor, barn och svåger – hem till familjens hemby (nära Takasaki i Gunma prefektur norr om Tokyo), för att de skulle skyddas från bombningarna. Hans fru fanns dock kvar hos honom i Nagoya.
Trots att han var kraftigt försvagad efter sin långvariga sjukdom, återvände Horikoshi till arbetet hos Mitsubishi i maj. Han placerades på Mitsubishiverken No. 1, som var placerat i Matsumoto i Nagano prefektur. Från tåget mot Matsumoto såg han hur illa drabbat Nagoya var av kriget:
| ” | För första gången såg jag effekterna av brandbombningarna av Nagoya. Staden är helt i ruiner, förkolnad och helt öde. Min gamla fabrik är bara ett spöklikt skelett med revben av metall, söndersprängd av bomber och isärplockad i sina beståndsdelar. Jag tror knappt mina ögon. Jag visste att jag till slut skulle bli frisk igen, men nu hade jag märkligt nog ingen lust att återgå till arbetet. Intrycket av den ödelagda staden och de tillintetgjorda fabrikerna kommer jag aldrig att glömma. | „ |

Horikoshi var fortfarande väldigt svag, och han skickades hem för att vila efter bara en vecka på arbetet. Han återvände till sin hemby, där han återförenades med sin familj och ägnade hela juli månad åt vila. I sin dagbok noterade han att man fortfarande kunde höra de avlägsna explosionerna från de Allierades bombningar av närbelägna Takasaki och Maebashi.

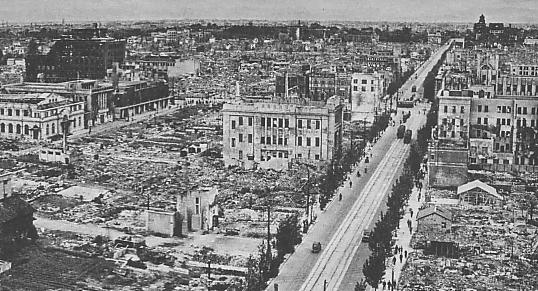
Under 1930-talet och tidigt 1940-tal arbetade Horikoshi vid Mitsubishis industrier i Nagoya-området. Staden drabbades svårt av bombräder våren 1945.

Under krigets sista månader skrev Horikoshi ner sin beskrivning av hur Japan föll sönder. Han återvände visserligen till arbetet på Matsumotofabriken den 22 juli, eftersom staden hade förskonats från bombningarna, men arbetsdisciplinen var borta och hela verksamheten ersatt av kaos. Detta var också en följd av de akuta evakueringarna och omflyttningarna av personal och utrustning runt landet. De flesta av de kvarvarande Mitsubishi-anställda på fabriken övergav sitt arbete i början av augusti, för att invänta Japans kommande nederlag och kapitulation. Denna kom slutligen den 15 augusti.

### Efter kriget
Efter andra världskriget deltog Horikoshi i formgivningen av NAMC YS-11, Japans enda framgångsrika passagerarflygplan. Planeringen påbörjades 1954, och sammanlagt 182 exemplar tillverkades av det här turbopropplanet mellan 1962 och 1974. Han lämnade Mitsubishi och arbetade som lärare vid olika skolor och forskningsinstitutioner. 1963–65 tjänstgjorde han som föreläsare vid Tokyouniversitetets institution för rymd- och flygteknik, och 1965–69 var han professor vid Japans nationella försvarsakademi. 1972–73 innehade han en professur vid ingenjörsfakulteten på Nihonuniversitetet.
1956 medverkade Horikoshi i produktionen av en bok om "Zero"-planet. Den skrevs tillsammans med Okumiya Masastake, en flyggeneral hos Japans självförsvarsstyrkor och tidigare flottkommendör hos den kejserliga flottan där han lett "Zero"-divisioner under kriget. Boken publicerades samma år i USA under titeln Zero: The Story of Japan's Air War in the Pacific.

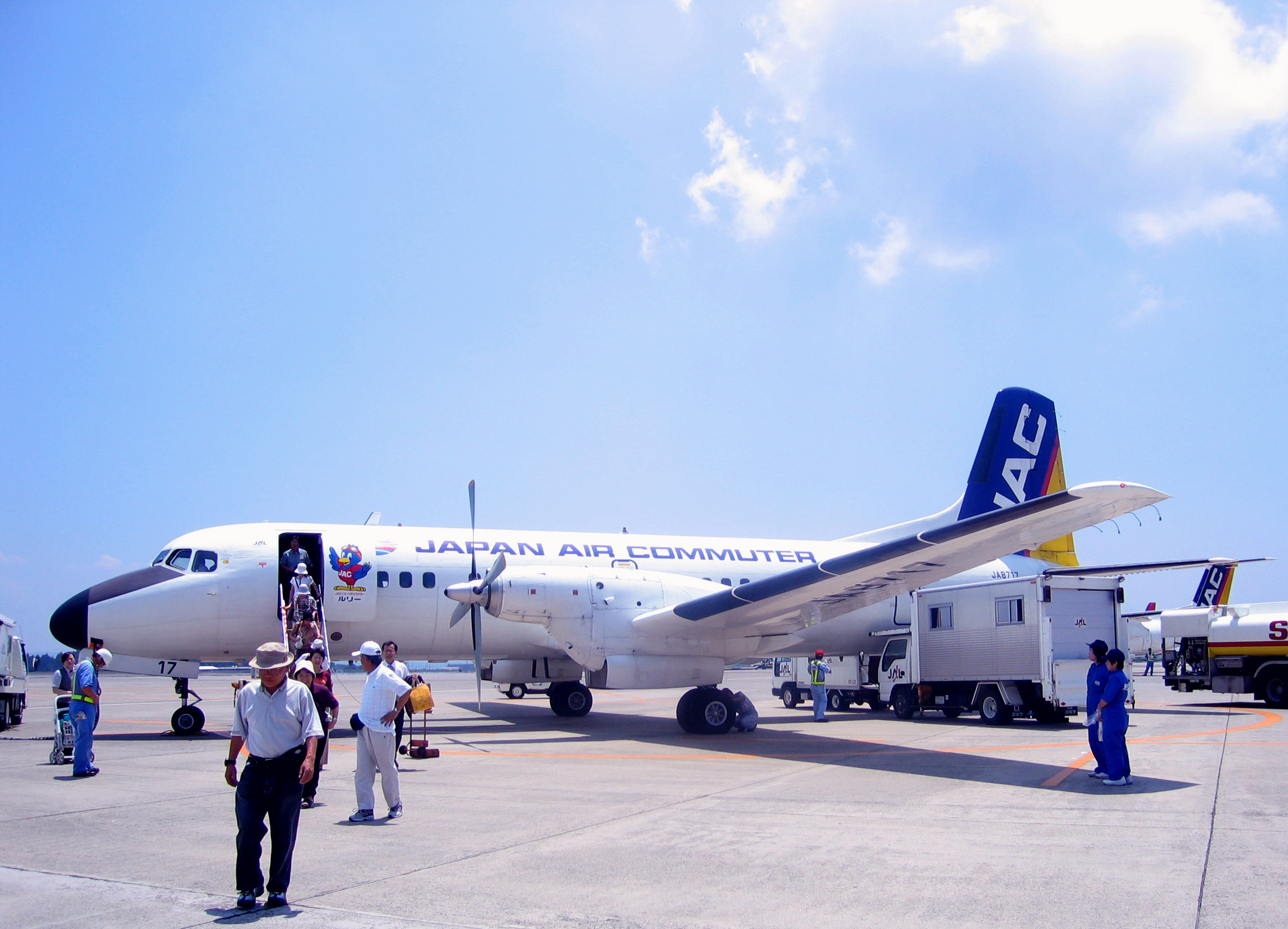
Efter kriget deltog Horikoshi i formgivningen av passagerarflygplanet NAMC YS-11.

I början av 1970-talet gick Horikoshi i pension. Han tjänstgjorde dock fortfarande som rådgivare hos sällskapet för Japanska flygplanskonstruktörer och tog fortfarande emot brev från flygentusiaster världen över. På en resa till New York besökte han Long Island och dess Garden City Hotel, hotellet där Charles Lindbergh tillbringat sin sista natt före sin soloflygning över Atlanten 1927.
1973 fick Horikoshi motta Uppgående solens orden, tredje klassen, för sina förtjänster. Hans minnesbok om utvecklingen av "Zero"-planet gavs ut i Japan 1970 och översattes 1981 till engelska under titeln Eagles of Mitsubishi: The Story of the Zero Fighter.
Horikoshi avled av lunginflammation 11 januari 1982, i en ålder av 78 år. Dödsrunor över honom publicerades i flera stora dagstidningar runt världen, inklusive Washington Post och New York Times. Vid sin död hade han fem barn i livet – ingen av dem gjorde karriär inom flygkonstruktion eller som ingenjör.

## I populärkulturen
- Horikoshi är huvudperson i Det blåser upp en vind. Den animerade filmen från 2013 är en fiktionaliserad biografi i regi av Hayao Miyazaki.[8]

- Huvudfiguren i Hitoshi Ashinanos manga Yokohama kaidashi kikō är en robot med namnet Alpha Hatsuseno. Hon har dock modellbeteckningen A2M2,[9] namngivet efter den Mitsubishi A2M-modell som Hirokoshi konstruerade men som aldrig kom i produktion.